# Gumikacsa

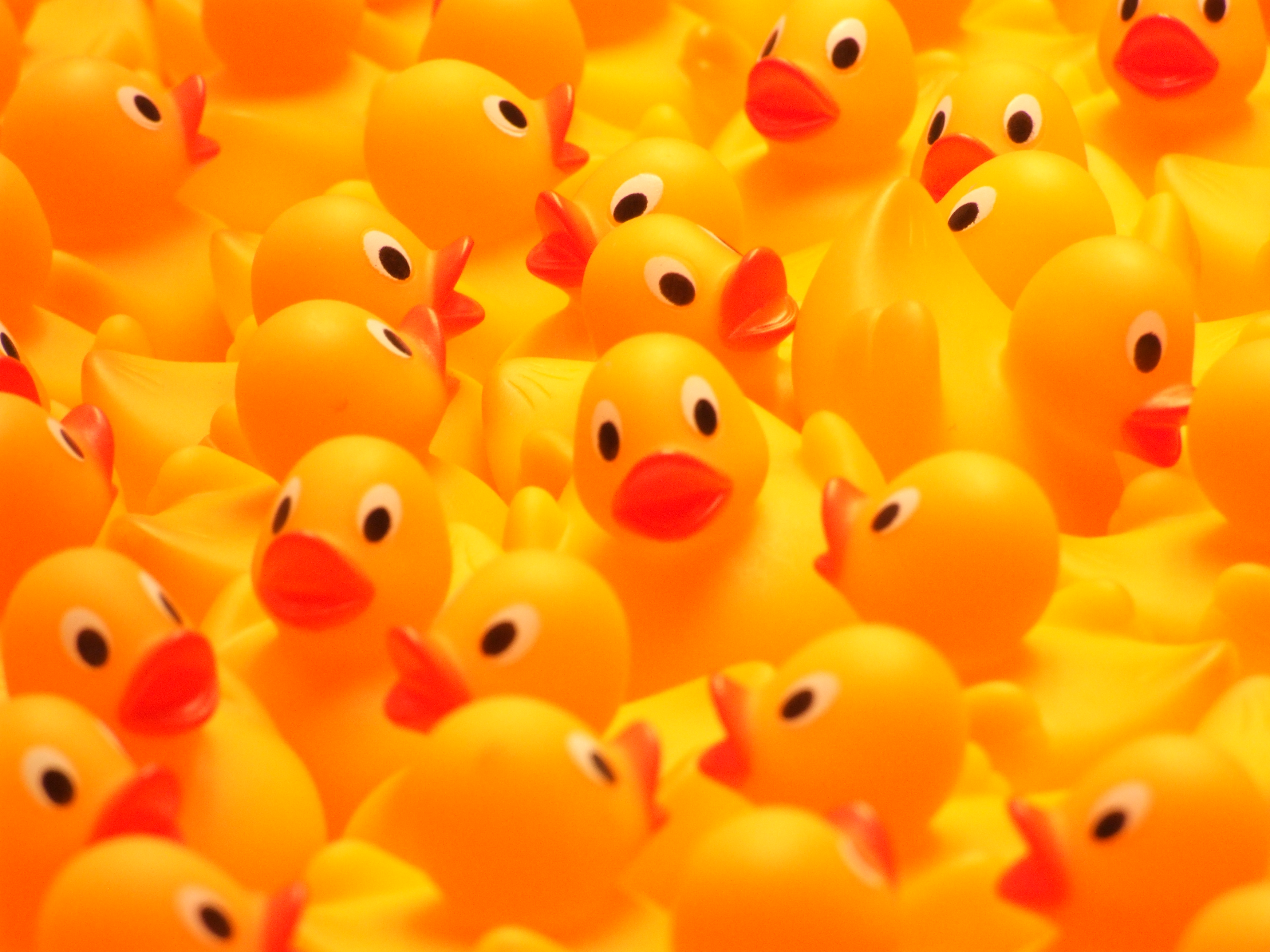
Modern gumikacsák

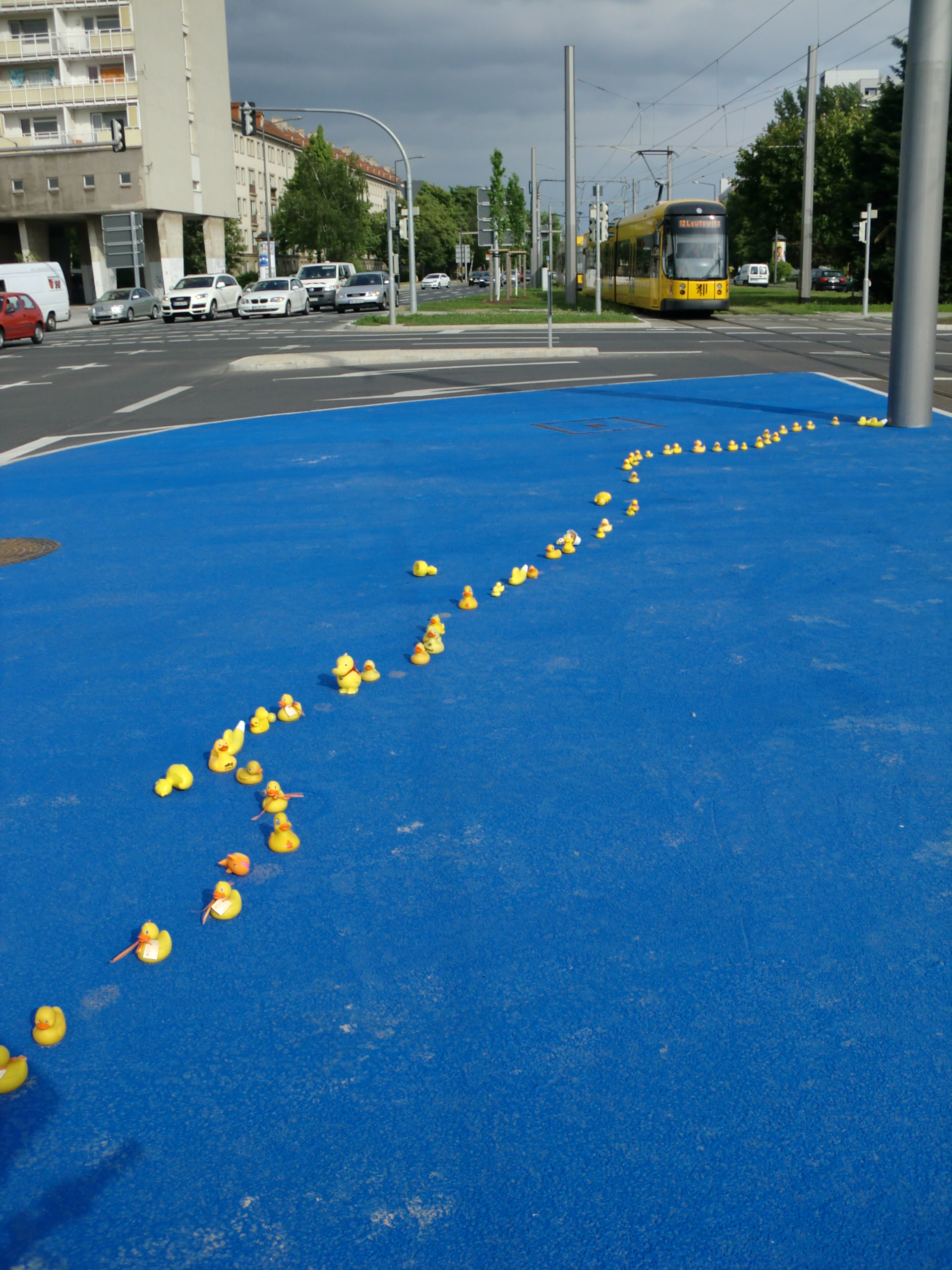
Gumikacsák a Pirnaischer Platzon, Drezdában

A gumikacsa egy kacsa alakú üreges, rugalmas műanyag, amit általában a fürdőkádban használnak mint játékot. A kiskacsát megnyomva, egy speciális szelepen áthalad a levegő, ami a jellemző hápogást generálja. Sok gumikacsa tud úszni, mert egy levegővel töltött üreges test.
Dr. Charlotte Lee washingtoni gyűjteménye a legnagyobb. A gyűjtemény 5239 kacsát foglal magában, és 2011-ben bejegyezték a Guinness Rekordok Könyvébe.

## Egyéb használat
- Rubber duck debugging - amikor egy programozó egy képzeletbeli gumikacsának mondja el a problémát.

## Fordítás
- Ez a szócikk részben vagy egészben  a   Quietscheentchen című német Wikipédia-szócikk ezen változatának fordításán alapul.  Az eredeti cikk szerkesztőit annak laptörténete sorolja fel. Ez a jelzés csupán a megfogalmazás eredetét és a szerzői jogokat jelzi, nem szolgál a cikkben szereplő információk forrásmegjelöléseként.